# Saint-Cricq
Saint-Cricq é uma comuna francesa na região administrativa de Occitânia, no departamento de Gers. Estende-se por uma área de 3,01 km². Em 2010 a comuna tinha 296 habitantes (densidade: 98,3 hab./km²).